# Rödbandad barbett
Rödbandad barbett (Capito wallacei) är en fågel i familjen amerikanska barbetter inom ordningen hackspettartade fåglar.

## Utseende och läten
Rödbandad barbett är en markant tecknad 19 cm lång barbett. På huvudet syns scharlakansröd hjässa och nacke, ett brett vitt ögonbrynsstreck som börjar precis framför ögat och svart på tygel, örontäckare och ett område under ögat. Skapularerna är mestadels svarta med ett gult "V" hos honan. Ryggen är gul, övergumpen vit och stjärten svart. Undertill syns vitt på strupen och övre delen av bröstet, i underkant ett brett scharlakansrött band och under detta lysande gult på nedre delen av bröstet och buken, mot undre stjärttäckarna gulvitt. Lätet är ett ihåligt spinnande eller drillande.

## Utbredning och systematik
Arten är nyligen beskriven och har endast påträffats i mycket lokalt i norra Peru på bergåsar i östra San Martín och sydvästra Loreto. Tidigare inkluderades den likaledes nyligen beskrivna arten sirabarbett (Capito fitzpatricki) i rödbandad barbett, men denna urskiljs numera vanligen som egen art.

## Status
Rödbandad barbett har ett mycket litet utbredningsområde och liten population, uppskattad till under 1000 vuxna individer. Neståndet tros dock vara stabilt. Internationella naturvårdsunionen IUCN kategoriserar arten som sårbar.

## Namn
Fågelns vetenskapliga artnamn hedrar Robert Browne Wallace (1918-2002), amerikansk affärsman, filantrop och miljöaktivist.